# Brinckiella
Brinckiella is een geslacht van rechtvleugeligen uit de familie sabelsprinkhanen (Tettigoniidae). De wetenschappelijke naam van dit geslacht is voor het eerst geldig gepubliceerd in 1955 door Lucien Chopard.

## Soorten
Het geslacht Brinckiella omvat de volgende soorten:
- Brinckiella aptera Naskrecki & Bazelet, 2009
- Brinckiella arboricola Naskrecki & Bazelet, 2009
- Brinckiella elegans Naskrecki & Bazelet, 2009
- Brinckiella karooensis Naskrecki & Bazelet, 2009
- Brinckiella mauerbergerorum Naskrecki & Bazelet, 2009
- Brinckiella serricauda Naskrecki & Bazelet, 2009
- Brinckiella viridis Chopard, 1955
- Brinckiella wilsoni Naskrecki & Bazelet, 2009